# Климатический оптимум
Климатический оптимум (от лат. optimum, «наилучший») — самый тёплый интервал времени в каждой тёплой фазе четвертичного периода. В периоды оптимумов наблюдался ускоренный прирост населения.

## Характеристика
Климатическиe оптимумы определены для всех межледниковий и для голоцена. Внутри оптимума голоцена (7 тыс. — 3 тыс. лет до н. э.) иногда выделяется поздний период под названием Атлантический оптимум (около 4 тыс. — 3 тыс. лет до н. э.). В голоцене также существовал второй или «малый» климатический оптимум (МКО) — период кратковременного потепления в VIII—XIII веках, также известный как средневековый климатический оптимум. Оптимум последнего перед голоценом предледниковья (микулинского, или эемского) наступил примерно 125 тысяч лет тому назад.

## Мезозой

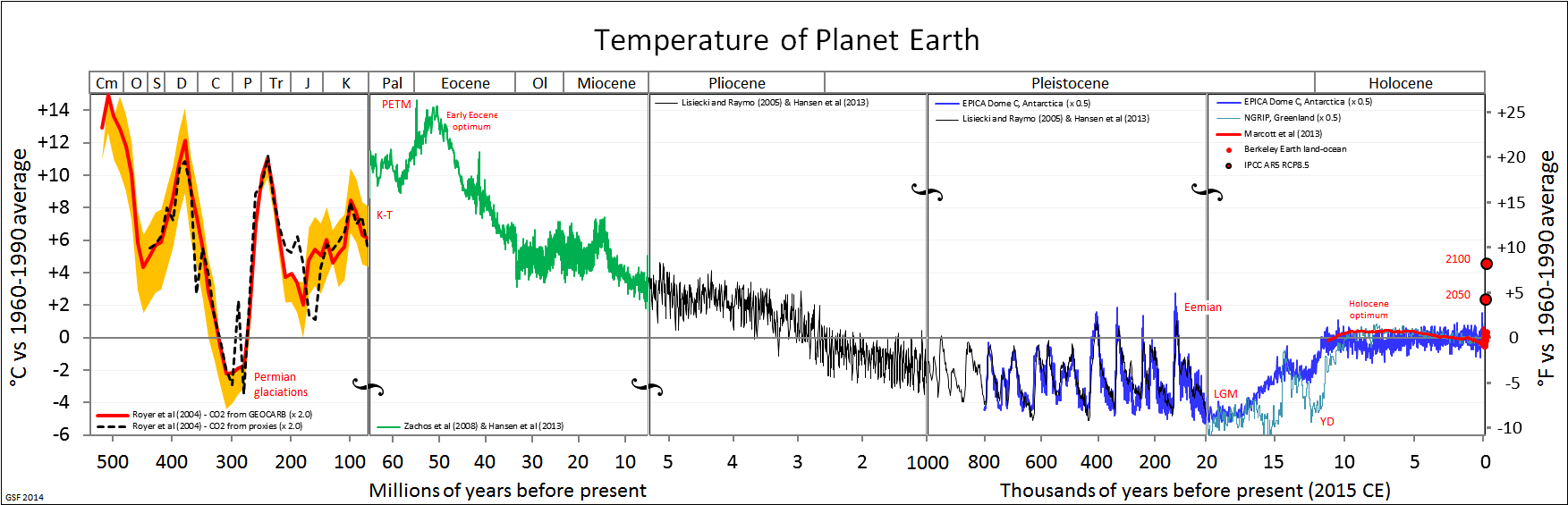
Изменения средней температуры в Фанерозое.

Предполагается, что в интервале с позднего сеномана до среднего турона происходил Меловой климатический оптимум.

## Кайнозой

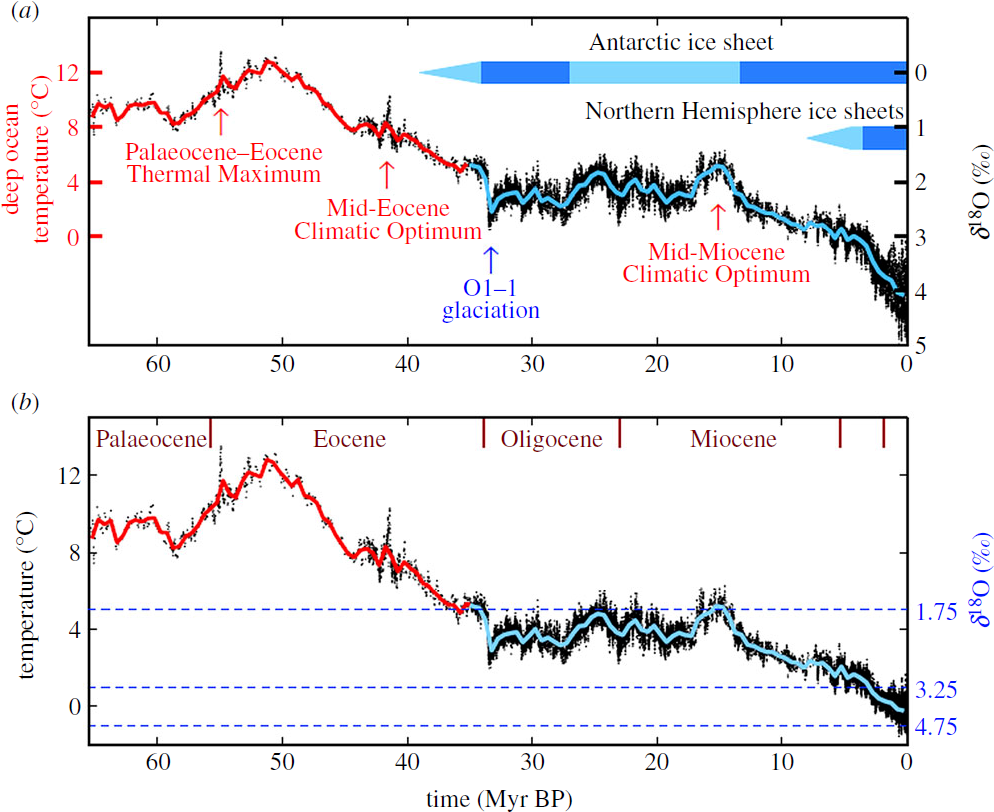
Изменение температуры мирового океана в кайнозое

### Эоцен
Ранне-эоценовый климатический оптимум происходил 51,5 — 50,9 млн лет назад.

### Миоцен
Климатический оптимум среднего миоцена продолжался 17,5 — 14 млн лет назад.

### Плейстоцен

Колебания температуры (синий), содержания CO_{2} (зелёный) и пыли (красный) за последние 400 000 лет по данным анализа керна льда со станции Восток в Антарктиде.

#### Климатический оптимум Микулинского межледниковья
Микулинское (эемское) межледниковье продолжалось от 135 тысяч лет до н. э. до 115 тысяч лет до н. э. Отделяет стадии московского оледенения от позднеплейстоценовых стадий. Оптимум этого межледниковья имел следующие характеристики:
- температура выше современной,
- граница льда на 800 км севернее современной и, возможно, летнее отсутствие льда в Ледовитом океане,
- граница леса в Сибири на 600 км севернее современной, с лесами вместо тундры на всей территории Чукотки,
- оледенение в Гренландии существенно меньшее, чем сегодня. Льды, растаявшие в Гренландии, добавили от 4 до 5,5 метров к уровню океанов.

#### Климатический оптимум Лихвинского межледниковья
Лихвинское межледниковье было самым сильным плейстоценовым потеплением. Датируется примерно 350—300 тыс. лет до н. э. Климат в это время был значительно теплее современного. Согласно реконструкции, сделанной по ископаемой пыльце растений, в низовьях Печоры были распространены еловые и сосново-березовые леса, в верховьях Печоры, на междуречье Северной Двины и Пинеги и в бассейне Вычегды росли дуб, вяз, липа, а в бассейне Сухоны — граб. На широте Москвы граб и пихта были доминантами фитоценозов, также встречались орех, бук, каштан и даже такие теплолюбивые растения, как лапина и самшит. Тундра на материке и тайга в её современном виде отсутствовали.

### Голоцен

#### Атлантический климатический оптимум

Изменения температуры в голоцене по различным реконструкциям и их среднее значение.

Климатический оптимум голоцена продолжался примерно с 9000 до 5000 лет до н. э. и обычно объясняется положительной фазой циклов Миланковича в это время. В течение этого периода температура была существенно выше современной (обычно приводятся оценки в диапазоне 1—3 °C). Исследования в Сибири указывают на более высокие местные температуры, с превышением над современными до 3—9 °C зимой и 2—6 °C летом. Летние температуры на Аляске также были на 2—3 °C выше, чем сегодня.
Количество льда в Арктике было существенно меньшим, чем сегодня. Ледовый покров Гренландии был меньшим, хотя современная наука считает, что ледники сохранялись.

#### Малый климатический оптимум

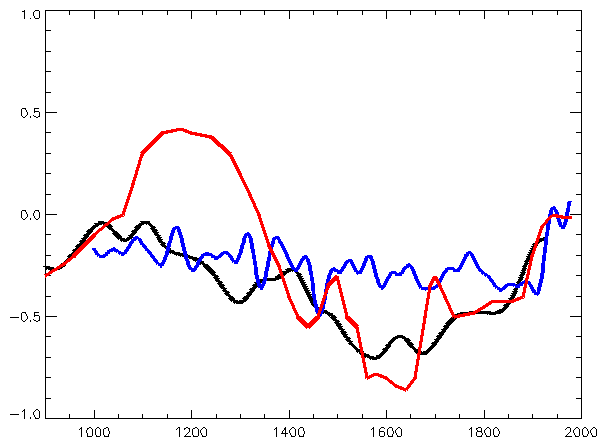
Красный график — глобальная температура из отчёта МГЭИК 1990 года, синий — из отчёта 2001 года

Также известен как второй климатический оптимум, средневековый климатический оптимум. Существование этого периода в Северном полушарии (Европе и Сибири) в VIII—XIII веках с температурами, более чем на 1 °C превышающими современные (в Гренландии — до 2 °C) не подвергается сомнению.
Ряд специалистов оспаривают глобальное потепление во время малого оптимума. Например, позиция Межправительственной группы экспертов по изменению климата (МГЭИК, англ. IPCC) за время с 1990 по 2001 год изменилась от признания к непризнанию средневекового оптимума (см. сравнение температурных графиков из отчётов МГЭИК справа). Один из ведущих сторонников теории антропогенного глобального потепления (АГП) Майкл Манн написал 4 июня 2003 года: «было бы хорошо постараться ограничить мнимый средневековый тёплый период, хоть у нас и нет пока реконструкции температуры для полушарий для того времени». Критики АГП утверждают, что сторонники теории занизили температуры средневекового тёплого периода безосновательно с целью объявления современных температур беспрецедентно высокими.

### Римский климатический оптимум
Римский климатический оптимум — краткий отрезок субатлантического периода, охватывающий время с 250 года до н. э. до примерно 400 года н. э. Мягкий климат способствовал процветанию крупных империй. Именно на этот период приходится максимальное расширение Римской империи.